# Trionfo del nome di Gesù
Il Trionfo del nome di Gesù è un affresco realizzato tra il 1661 e il 1679 da Giovan Battista Gaulli per decorare la volta della navata della Chiesa del Gesù a Roma. Oltre alla pittura, sono riconoscibili decorazioni in stucco che oltrepassano il confine delineato dalla cornice dell'affresco.

## Storia

### La Compagnia di Gesù
L'ordine dei gesuiti fu fondato da Ignazio di Loyola e approvato da Papa Paolo III nel 1540. Precedentemente, nel 1517, il santo si era arruolato nelle truppe del viceré di Navarra, il duca di Nájera Antonio Manrique de Lara e rimase gravemente ferito nella difesa di Pamplona dalle truppe di Francesco I. Il periodo di convalescenza lo condusse alla illuminazione religiosa. I suoi insegnamenti e quelli della sua compagnia si diffusero in molti paesi, ma il cuore dell'ordine fu da subito sin da subito individuato a Roma, dove fu costruita la chiesa del Gesù, la cui costruzione cominciò nella seconda metà del XVI secolo.

### Coinvolgimento di Bernini
Giovanni Battista Gaulli deve parte del successo dell'affresco a Gian Lorenzo Bernini. Molti artisti erano stati presi in considerazione per la decorazione della navata, ma Giovanni Paolo Oliva, Preposito Generale dell'ordine, si affidò proprio al parere del Bernini per affidare l'incarico al Baciccio. Bernini, per di più, non solo fece designare il Gaulli per la commissione, ma ispirò anche alcune delle raffigurazioni. Senza l'influenza dell'illusione dettata dalla mescolanza tra architettura e scultura riscontrabile nelle opere di Bernini - in particolare nell'Estasi di santa Teresa realizzata per la cappella Cornaro della chiesa di Santa Maria della Vittoria - il risultato di Gaulli sarebbe stato notevolmente differente. Lo squarcio di cielo paradisiaco sopra la volta enfatizza il ruolo della Chiesa come intermediaria tra il mondo mortale e la salvezza eterna; il Baciccio, inoltre, dona alla scena una profonda teatralità, similare proprio a quella della cappella Cornaro.

## Descrizione

### Soggetto
Il soggetto dell'affresco è l'adorazione del nome di Gesù, che vede nella Lettera ai Filippesi di san Paolo la sua espressione più celebre:
(Filippesi 2,8-11)
Alcune delle parole del santo sono scritte su di un nastro, sorretto da angeli, che si trova all'esterno della cornice architettonica: queste possono considerarsi come la naturale premessa per l'affresco e concentrano l'attenzione sulla diffusione della fede. I gesuiti volevano esaltare l'esperienza religiosa, con una pace emozionale, quasi meditativa. L'alto soffitto a volta fu scelto non solo per la sua grandiosa impressione, ma anche per migliorare il vissuto della messa: l'ordine, a tal proposito, curò particolarmente l'acustica della chiesa, perché voleva che i fedeli potessero ascoltare chiaramente le parole dei sermoni. Questo è uno dei motivi per i quali fu anche preferita la navata unica e una cupola nel punto di intersezione tra la navata e il transetto.

### Analisi

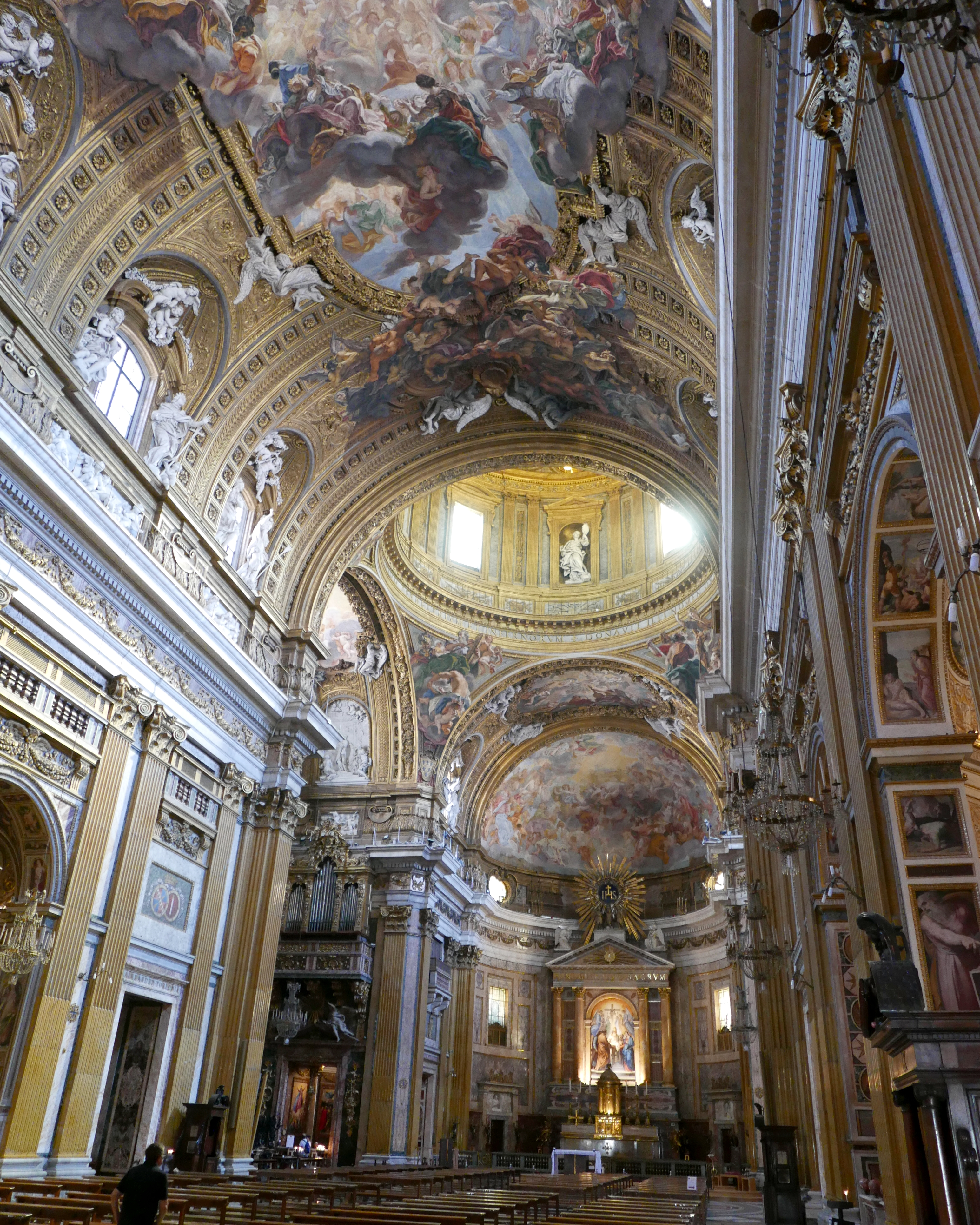
Veduta dell’interno della chiesa. È possibile osservare parzialmente il Trionfo.

Una delle migliori innovazioni apportate da Gaulli è la drammatica rottura della cornice tridimensionale. L'effetto che si ottiene è quello di una presenza autentica e materiale delle figure del Paradiso, come se queste ultime stessero fluttuando direttamente sopra le teste degli spettatori. La profondità raggiunta nell'affresco si estende oltre il soffitto fisico, con le figure dei beati richiamati verso un cielo infinito. Gaulli decise di aggiungere una pronunciata cornice in stucco attorno a quanto dipinto, accentuando la divisione illusionistica dello spazio interno ed "esterno" alla volta. Quando lo spettatore osserva l'affresco è pressoché impossibile distinguere pittura e decorazioni in stucco. Ciò aggiunge un ulteriore effetto illusorio alla scena, rendendo maggiormente credibile che ci sono anime ascendenti e discendenti proprio dinanzi all'osservatore.
L'affresco è caratterizzato da minuzia di particolari. Gaulli tenne in conto il punto di vista dei fedeli e dipinse i beati in maniera estremamente scorciata per ingannare l'occhio degli spettatori. Questo stratagemma li attrae e consente ai loro occhi di soffermarsi sulle varie rappresentazioni degli angeli ascendenti; in aggiunta, la dimensione conferisce un senso di natura spirituale. All'apice della luce celeste vi è il monogramma «IHS», talmente inondato dalla luce da sembrare a risultare quasi illeggibile. Si tratta dell'unica raffigurazione di Gesù nell'intero affresco, proprio perché Cristo è considerato la luce del mondo; Gaulli decise di prendere alla lettera questa concezione, scegliendo di rappresentare Cristo solo tramite le sue iniziali e la luce divina.
Un altro aspetto su cui Baciccio presta particolare attenzione è l'utilizzo delle ombre. I dannati rompono il confine delineato dalla cornice, e sembra che stiano cadendo nella chiesa. Mentre la divina luce dorata inonda i beati, le "nubi illusionistiche" ostacolano la luce in direzione dei dannati, indicando che questi ultimi sono destinati alla dannazione eterna. C'è una netta differenza tra la concezione degli angeli e quella dei dannati: gli angeli del Gaulli sono creature perfette, ognuna baciata dalla luce dorata. I pigmenti scelti per le loro vesti risuonano rispetto agli abiti dei fedeli. I loro volti adoranti guardano verso l'alto, verso la luce celeste. Nel frattempo, i dannati cadono dal Paradiso. Hanno un'espressione dolorante, alcuni urlano e altri sono sopraffatti dalla vergogna e guardano altrove; i loro corpi sono gettati nell'ombra e lentamente si trasformano. Tra i dannati c'è chi invecchia drasticamente e taluni di loro mutano le loro sembianze in mostri. La nudità, che li caratterizza, viene considerata qualcosa di deplorevole.

#### Suddivisione della scena
L'affresco può essere diviso in tre parti. Ci sono innanzitutto la luce celeste e le iniziali di Cristo al centro; poi l'arco di nuvole che separa i beati dai dannati; infine le figure dei dannati che fuoriescono dalla scena. I beati che riposano sulle nuvole lasciano pendere il gomito sulla cornice, dando l'impressione che non siano ascesi nella gloria celeste e che siano ancora nella chiesa. Presentano tutti delle fattezze umane, donando speranza ai fedeli, che in questo modo non vedevano la salvezza come qualcosa di impossibile e innaturale. I dannati contrastano grandemente con il loro aspetto corrotto: tra di loro, infatti, c'è chi è disegnato con ali, artigli e corna. Altri sono in procinto di trasformarsi in creature canine. I loro volti sono tormentati e non tutti riescono a sopportare il bagliore della luce divina, da cui si proteggono.

## Influenza
Gaulli ha adattato il Trionfo del nome di Gesù per estenderlo sia verso il basso - quindi verso gli spettatori -  che verso l'alto, tendendo al cielo paradisiaco, confidando nel contributo del suo amico Gian Lorenzo Bernini per influenzare ed ispirare un'opera straordinaria, tra le più imponenti mai realizzate dal Baciccio. In seguito al compimento dell'affresco la decorazione - in chiave prospettica e attenta all'illusione - delle volte affrescate si mosse verso nuove direzioni. La complessità del risultato ottenuto da Gaulli indubbiamente rende l'affresco un esempio notevole della prima fase del Barocco.